# Sriwijaya Air
Sriwijawa Air é uma empresa aérea da Indonésia, fundada em 2003.
Em novembro de 2018, a Garuda Indonesia, através de sua subsidiária Citilink, assumiu as operações e a administração financeira da Sriwijaya Air por meio de um acordo de cooperação (KSO).

## Frota

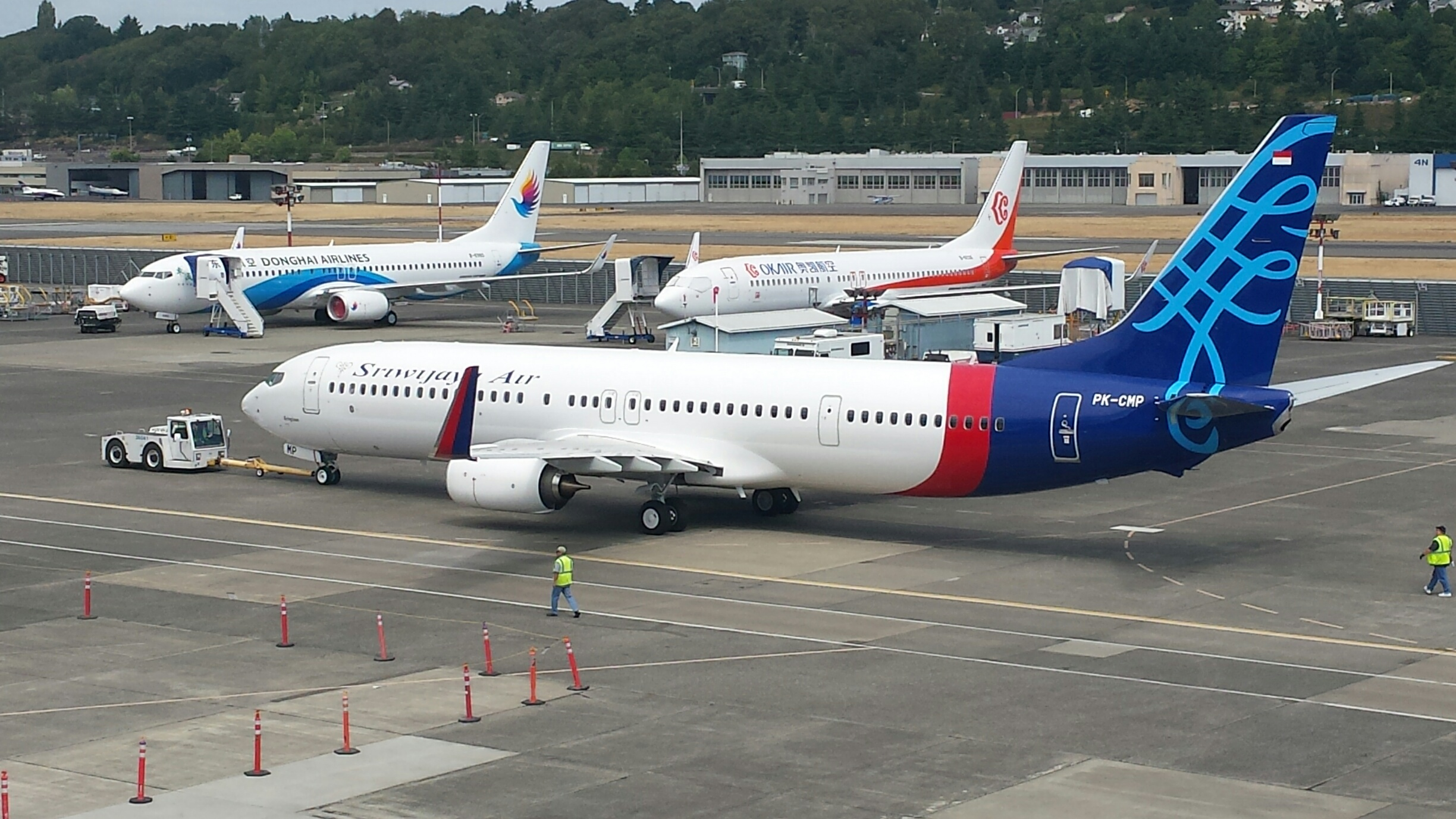
Boeing 737-900ER

Em novembro de 2018, a frota da Sriwijaya Air era composta pelas seguintes aeronaves:
| Aeronaves        | Quantidade | Pedidos | Passageiros | Passageiros | Passageiros | Notas |
| Aeronaves        | Quantidade | Pedidos | B           | E           | Total       | Notas |
| ---------------- | ---------- | ------- | ----------- | ----------- | ----------- | ----- |
| Boeing 737-300   | 4          | —       | —           | 148         | 148         |       |
| Boeing 737-500   | 6          | —       | 8           | 112         | 120         |       |
| Boeing 737-800   | 23         | —       | —           | 189         | 189         |       |
| Boeing 737-900ER | 2          | —       | —           | 220         | 220         |       |
| Total            | 35         | 0       |             |             |             |       |

### Frota antiga
Aeronave
Quantidade
Anos de operação
Notas

| Boeing 737-200 | 16 | 2003–2013 |                             |
| Boeing 737-300 | 9  | 2007–2018 |                             |
| Boeing 737-400 | 7  | 2008–2017 |                             |
| Boeing 737-500 | 9  | 2012–2018 | Transferidos para a NAM Air |
| Boeing 737-800 | 4  | 2012–2018 | Devolvidos                  |

## Acidentes e incidentes
- Em 9 de janeiro de 2021, um Boeing 737-500 (PK-CLC), operando como Voo Sriwijaya Air 182, caiu perto da Ilha de Laki, logo após decolar do Aeroporto Internacional de Jacarta-Soekarno-Hatta. Tinha como destino o Aeroporto Internacional de Pontianak-Supadio, com 62 pessoas a bordo: 50 passageiros e 12 tripulantes. Este é o acidente mais mortal da história da companhia aérea.[5]